# Hyposidra leucomela
Hyposidra leucomela là một loài bướm đêm trong họ Geometridae.